# Bujurquina ortegai
Bujurquina ortegai är en fiskart som beskrevs av Kullander, 1986. Bujurquina ortegai ingår i släktet Bujurquina och familjen Cichlidae. Inga underarter finns listade.